# U 8 (U-Boot, 1911)
U 8 war ein U-Boot der deutschen Kaiserlichen Marine.

## Bau und Indienststellung
U 8 war ein sogenanntes Zweihüllenboot, vom U-Boot-Konstrukteur Hans Techel als Hochseeboot konzipiert. Es lief am 14. März 1911 bei der Germaniawerft in Kiel vom Stapel und wurde am 18. Juni 1911 unter dem Kommandanten Kapitänleutnant Wilhelm Friedrich Starke in Dienst gestellt.

## Technik
Das U-Boot war 57,3 m lang und 5,6 m breit und hatte einen Tiefgang von 3,55 m sowie eine Verdrängung von 505 Tonnen über und 636 Tonnen unter Wasser. Die Besatzung bestand aus 29 Mann, davon vier Offiziere. Es waren zwei Körting Sechszylinder-Zweitakt-Petroleummotoren mit zusammen 662 kW (900 PS) eingebaut, andere Quellen gehen von einem Achtzylinder-Zweitakt-Petroleummotor aus. Für die Unterwasserfahrt war ein SSW-Elektromotor eingebaut, der eine Leistung von 765 kW (1.040 PS) hatte. Somit wurden über Wasser Höchstgeschwindigkeiten von 13,4 kn und unter Wasser von 10,2 kn erreicht. Der Aktionsradius betrug bis zu 3.300 NM bei Überwasserfahrt. Bei getauchter Fahrt mit 5 kn Marschgeschwindigkeit wurden maximal 80 NM erreicht. Die maximale Tauchtiefe betrug 30 Meter. Die Bewaffnung bestand aus jeweils zwei Torpedorohren am Bug und Heck mit sechs Torpedos. Bis Ende 1914 war hinter dem Turm eine 3,7-cm-Revolverkanone montiert, die 1915 durch ein zusätzliches 5-cm-Geschütz ergänzt wurde.

## Einsätze und Verbleib
Bei zehn Feindfahrten erzielten das Boot fünf Versenkungen britischer Handelsschiffe mit einer Gesamttonnage von 15.049 BRT.
Am 4. März 1915 geriet U 8 im Ärmelkanal westwärts fahrend in eine neu angelegte britische Netzsperre, Teil der noch im Aufbau befindlichen Dover-Sperre. Die erfolglosen Befreiungsversuche des Boots machten die Besatzung des Fischdampfers Robur aufmerksam, der eine Jagdgruppe der Royal Navy alarmierte. Die Jagdgruppe bestand aus folgenden Zerstörern der Dover Patrol: Cossack, Falcon, Fawn, Ghurka, Kangaroo, Leven, Maori, Mohawk, Nubian, Syren, Ure und Viking. Die Gurkha ließ ein Sprengschleppgerät zu Wasser, das kurz nach 18 Uhr auf U 8 stieß und explodierte. Dies hatte einen Wassereinbruch, Beleuchtungs- und Maschinenausfall sowie einen Brand im Inneren des U-Bootes zur Folge. Kapitänleutnant Stoß sah sich daher zum Auftauchen gezwungen. Er befahl der Besatzung, von Bord zu gehen. Die Zerstörer Gurkha und Maori nahmen das Boot unter Artilleriebeschuss. Es sank etwa auf der Position 50° 34′ N, 1° 9′ O. Alle Besatzungsmitglieder wurden von den Briten gerettet.

### Versenkte Schiffe (Auswahl)
Die folgende Liste enthält alle verifizierten Schiffe, welche von U 8 versenkt wurden:
- Am 23. Februar 1915 der britische Transporter Branksome Chine (2.026 BRT)[10]
- Am 23. Februar 1915 der britische Transporter Oakby (1.976 BRT)[11]
- Am 24. Februar 1915 der britische Transporter Harpalion (5.867 BRT)[12]
- Am 24. Februar 1915 der britische Transporter Rio Parana (4.032  BRT)[13]
- Am 24. Februar 1915 der britische Transporter Western Coast (1.165  BRT)[14]

## Sonstiges
Noch am 4. März 1915 waren Stoß und seine Offiziere auf dem britischen Versorgungsschiff Arrogant zum Abendessen eingeladen. Dort wurden sie von den Briten aufgefordert – offenbar unter erheblichem Alkoholeinfluss – ein englandfeindliches Lied zu singen.

## Kommandanten
| Dienstgrad      | Name                     | von               | bis             |
| --------------- | ------------------------ | ----------------- | --------------- |
| Kapitänleutnant | Wilhelm Friedrich Starke | 18. Juni 1911     | 31. Juli 1914   |
| Kapitänleutnant | Konrad Gansser           | 1. August 1914    | 31. August 1914 |
| Kapitänleutnant | Alfred Stoß              | 1. September 1914 | 4. März 1915    |